# Aegisub
Aegisub – oprogramowanie służące do sporządzania i edycji napisów dialogowych. Jest przeznaczone dla systemów Microsoft Windows i macOS. Program wydawany jest w dwóch wersjach: 32- i 64-bitowej.
Funkcjonuje w oparciu o natywny format zapisu ASS (Advanced SubStation Alpha). Opcje importu i eksportu obsługują także inne formaty, m.in. srt i sub.
Za sprawą formatu ASS program umożliwia formatowanie tekstu i nakładanie nań dodatkowych efektów, m.in. w postaci pogrubiania napisów, wprowadzania obramowań i kolorowania.
Program zawiera wbudowany odtwarzacz audio-wideo oparty na libavcodec; obsługuje skrypty Lua, podświetlanie składni i zarządzanie stylami. Oferuje także narzędzie do wspomagania przekładu.
Aegisub znalazł zastosowanie wśród twórców fansubów.